# Calm Down (Busta-Rhymes-Lied)
Calm Down (englisch für „Beruhige dich“) ist ein Lied des US-amerikanischen Rappers Busta Rhymes, das er zusammen mit dem Rapper Eminem aufnahm. Der Song wurde am 1. Juli 2014 als Single und EP veröffentlicht.

## Inhalt
| Liedteil   | Künstler     |
| Refrain    | Busta Rhymes |
| 1. Strophe | Busta Rhymes |
| 2. Strophe | Eminem       |

Calm Down ist dem Genre Battle-Rap zuzuordnen, wobei Busta Rhymes und Eminem versuchen, sich gegenseitig, hinsichtlich Metaphern, Punchlines, Wortspielen und Vergleichen, textlich zu übertreffen. So stellen sie ihre Fähigkeiten in den Mittelpunkt und rappen mitunter sehr schnell sowie mit einem komplexen Reimschema. Beide Strophen sind zudem verhältnismäßig äußerst lang und bestehen jeweils aus über 60 Zeilen.

“See how they Twitter, Facebook and Instagramming an email?

Talking I’m sick, I got them shook and I bang ’em at retail

Until they cripple, see I cook, like I’m slanging a weed sale

Until I triple bred, and whoop ’em and drag ’em like females”

## Produktion
Der Song wurde von dem US-amerikanischen Musikproduzenten Scoop DeVille produziert, wobei er ein Sample aus dem Lied Harlem Shuffle des Musikduos Bob & Earl von 1963 verwendete. Als Autoren sind neben Busta Rhymes, Eminem und Scoop Deville somit auch Earl Nelson und Bobby Relf angegeben.

## Lyric-Video
Zu Calm Down wurde am 11. Juli 2014 ein Lyric-Video auf YouTube veröffentlicht, bei dem der Songtext während Busta Rhymes’ Strophe vor orangem und während Eminems Strophe vor gelbem, comicartigen Hintergrund abgespielt wird. Das Video verzeichnet über acht Millionen Aufrufe (Stand September 2020).

## Single

### Covergestaltung
Das Singlecover ist im Comicstil gehalten und zeigt Busta Rhymes und Eminem als muskulöse Superhelden, die miteinander kämpfen. Rechts oben auf dem Cover befindet sich der Titel Calm Down in Gelb, während die Schriftzüge Busta Rhymes (in Grün), Featuring Eminem (in Weiß bzw. Orange) sowie Produced By Scoop DeVille… (in Schwarz) im unteren Teil des Bildes stehen. Der Hintergrund ist orange gehalten.

### Titelliste
Auf der EP zum Song tritt neben Eminem auch der Künstler Everlast als Gastmusiker auf.
Calm Down: The Clash EP
1. Calm Down (feat. Eminem) (Dirty) – 5:55
2. Calm Down 2.0 (Dirty) – 2:39
3. Calm Down 3.0 (feat. Everlast) (Dirty) – 2:40
4. Calm Down (feat. Eminem) (Clean) – 5:55
5. Calm Down 2.0 (Clean) – 2:39
6. Calm Down 3.0 (feat. Everlast) (Clean) – 2:40
7. Calm Down (Instrumental) – 5:55

### Chartplatzierungen
Calm Down stieg am 19. Juli 2014 für eine Woche auf Platz 94 in die US-amerikanischen Singlecharts ein. Im Vereinigten Königreich erreichte der Song für eine Woche Rang 63. Dagegen konnte sich das Lied im deutschsprachigen Raum nicht in den Charts platzieren.
| ChartsChartplatzierungen       | Höchstplatzierung | Wochen |
| ------------------------------ | ----------------- | ------ |
| Vereinigtes Königreich (OCC)   | 63 (1 Wo.)        | 1      |
| Vereinigte Staaten (Billboard) | 94 (1 Wo.)        | 1      |